# Plectris nigritula
Plectris nigritula är en skalbaggsart som beskrevs av Moser 1918. Plectris nigritula ingår i släktet Plectris och familjen Melolonthidae. Inga underarter finns listade i Catalogue of Life.